# Stick-slip

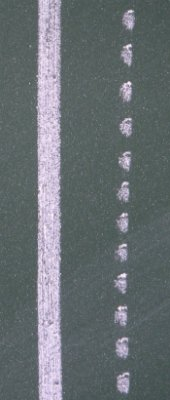
Diverse incisioni di gesso sulla lavagna, quella di destra riguarda il fenomeno dello Stick-slip

Lo Stick-slip è un fenomeno meccanico che riguarda l'attrito radente, provocato dal moto spontaneo e caratterizzato da violente accelerazioni che si verificano tra due superfici in contatto di strisciamento. Quando si ha il "brusco" passaggio dall'attrito statico (che impedisce il moto relativo tra le superfici) all'attrito dinamico (che lavora sullo scorrimento di esse) e quindi l'attrito statico (che è maggiore dell'attrito dinamico) si abbassa fino al valore di quello dinamico, avviene questo fenomeno.

## Descrizione
Consideriamo una matita sopra a un nastro trasportatore che si muove a velocità v verso destra, la matita è in grado di traslare orizzontalmente, ed è vincolata da una molla che a sua volta è legata ad una parete verticale. L'attrito statico agisce da "legante" tra matita e nastro e ciò determina l'avanzamento della matita sul nastro a velocità v verso destra, ma contemporaneamente la forza di richiamo della molla (che tira verso di sé la matita) aumenta, fino che diventa uguale al valore dell'attrito statico e a quel punto diventa un fenomeno di attrito dinamico, infatti inizia lo scorrimento tra matita e nastro, ma la matita si sposta verso sinistra. Quando la forza di richiamo della molla diminuisce e la matita rientra di nuovo nella zona dell'attrito statico, inizia un nuovo ciclo.
Un altro esempio può essere quello riguardante un gesso sulla lavagna che modificando l'inclinazione di esso rispetto alla lavagna e alla forza che gli viene impressa, si possono vedere delle incisioni diverse. Se inclinato, il gesso riesce a incidere una linea continua, se mantenuto perpendicolare alla lavagna, la linea risulta tratteggiata.

## Curiosità
Il fenomeno dello Stick-slip, riguarda i cilindri oleodinamici, i macchinari per la levigatura, e inoltre causa quei rumori fastidiosi che si possono sentire nella frenata di autoveicoli o treni. È per questo che le auto dotate dell'ABS - Antilock Braking System, che diminuisce la forza di attrito nel passaggio da statico a dinamico e cerca di mantenere le ruote in aderenza sul terreno al fine di ridurre gli spazi di arresto e mantenere la direzionalità sulle ruote anteriori, riducono notevolmente la comparsa del rumore nelle frenate d'emergenza. Oppure nella fase di accelerazione l'utilizzo dell'ASR- Acceleration Slip Regulation, sempre allo scopo di mantenere gli pneumatici in aderenza e quindi agevolare la direzionalità e il trasferimento di coppia motrice al suolo, riduce il rumore nelle accelerazioni repentine.  L'applicazione dei due sistemi precedenti sui veicoli a ruote tuttavia serve principalmente a scopo di sicurezza e aiuto alla guida e non per la riduzione della rumorosità che ne resta una positiva conseguenza.